# Выкрутасы (фильм)
«Выкрута́сы» — российский художественный фильм, полнометражный режиссёрский дебют Левана Габриадзе в жанре комедии. Премьера фильма состоялась 17 февраля 2011 года. Сборы по состоянию на 1 мая 2011 года — 12,89 млн долларов. Приз зрительских симпатии на IV кинофестивале «Золотой Феникс» (2011).

## Сюжет
Вячеслав Колотилов (Константин Хабенский), школьный учитель из городка Пальчики, приехал покорять Москву с рукописью романа в руках и встретил Надежду (Милла Йовович). Она бросает своего жениха Даниила (Иван Ургант) и начинает встречаться с ним, дело идёт к свадьбе.
Депутат Трёхголович (Владимир Меньшов), приехав в свой город Пальчики, перепутав, принимает Славу Колотилова за тренера детской футбольной команды (и директор школы, где работает Колотилов, будучи с ним в конфликте, подтверждает это). В гневе, что тот собирается уехать, Трёхголович изымает паспорт Колотилова и рвёт его билет в Москву. Тому остаётся сделать всё возможное, чтобы его наспех набранная команда проиграла и он смог уехать к невесте.

## В ролях
| Актёр                | Роль                                            |
| -------------------- | ----------------------------------------------- |
| Константин Хабенский | Вячеслав Николаевич Колотилов                   |
| Милла Йовович        | Надежда                                         |
| Иван Ургант          | Даниил                                          |
| Сергей Гармаш        | тренер ЦАО Москва Герман Валерьевич Хлобустин   |
| Владимир Меньшов     | депутат Госдумы Юрий Петрович Трёхголович       |
| Ольга Тумайкина      | директор школы Алла Андреевна Далинска          |
| Сергей Селин         | мэр Пальчиков                                   |
| Галина Логинова      | Галина Александровна мать Надежды               |
| Татьяна Лютаева      | подруга Галины Александровны                    |
| Леван Габриадзе      | гость на свадьбе камео                          |
| Александр Кержаков   | камео                                           |
| Виктор Гусев         | камео                                           |
| Александра Назарова  | Татьяна Ивановна бабушка Надежды                |
| Савелий Гусев        | Александр «Кара»                                |
| Михаил Никольский    | Чума                                            |
| Дмитрий Гогу         | Косой                                           |
| Иван Дёмин           | Дарик                                           |
| Глеб Степанов        | Шпала                                           |
| Александр Рахимбеков | Кукарача                                        |
| Олег Масленников     | Копчик                                          |
| Джумбер Ардишвили    | Четырёхглазадзе                                 |
| Михаил Гостищев      | Ренат                                           |
| Юрий Гостищев        | Марат                                           |
| Иван Слесаренко      | Чирик                                           |
| Илья Сологуб         | Козюля                                          |
| Дмитрий Былинин      | Чича                                            |
| Таисия Вилкова       | Тася                                            |
| Александр Робак      | приятель Хлобустина Георгий Иванович («Боцман») |
| Роман Мадянов        | Палыч, инспектор ДПС ГИБДД                      |
| Сергей Шеховцов      | участковый полицейский                          |
| Алексей Булдаков     | полковник                                       |

## Съёмочная группа
- Автор сценария: Даня Кесашкин
- Режиссёр-постановщик: Леван Габриадзе
- Режиссёр-постановщик второй группы: Александр Андрющенко
- Второй режиссёр: Заурбек Засеев
- Оператор-постановщик: Марат Адельшин
- Операторы: Вячеслав Быстрицкий, Андрей Майоров, Семён Яковлев
- Операторы Steadicam: Игорь Вотинцев, Сергей Попков
- Художник-постановщик: Фёдор Савельев
- Художник по костюмам: Наталья Дзюбенко
- Режиссёр монтажа: Александр Андрющенко
- Композитор: Павел Есенин
- Исполнительные продюсеры: Бета Кочетова, Карина Синенко
- Генеральные продюсеры: Тимур Бекмамбетов, Ива Стромилова

## Саундтрек
- Юлия Чичерина — главная тема
- Ноггано — «Жульбаны»
- Валерий Меладзе — «Ах эта свадьба»
- Ноггано совместно с Крёстная семья — «Жульбаны»
- Арно Бабаджанян — «Ах эта Свадьба!»
- Уматурман и Константин Хабенский — «Проститься»
- Уматурман — «Победа за нами»
- Nirvana — «Rape Me»
- Потап и Настя Каменских — «Выкрутасы»
- Каста — «В супермаркете»

## Факты о фильме
- Первоначально проект назывался «Колотилов: свадебный переполох»[4].
- Съёмки фильма проходили в городе Ейске Краснодарского края.
- Маму невесты играет реальная мама Милы Йовович.
- Владеющая русским языком Милла Йовович сама озвучила свою роль[4].
- Первые буквы фамилий актёров, сыгравших в фильме главные роли (Хабенский, Ургант, Йовович), образуют нецензурное слово. В одном из трейлеров фильма это показано. По этой причине многие кинотеатры отказались показывать трейлер фильма[5].